# Termas de Nero

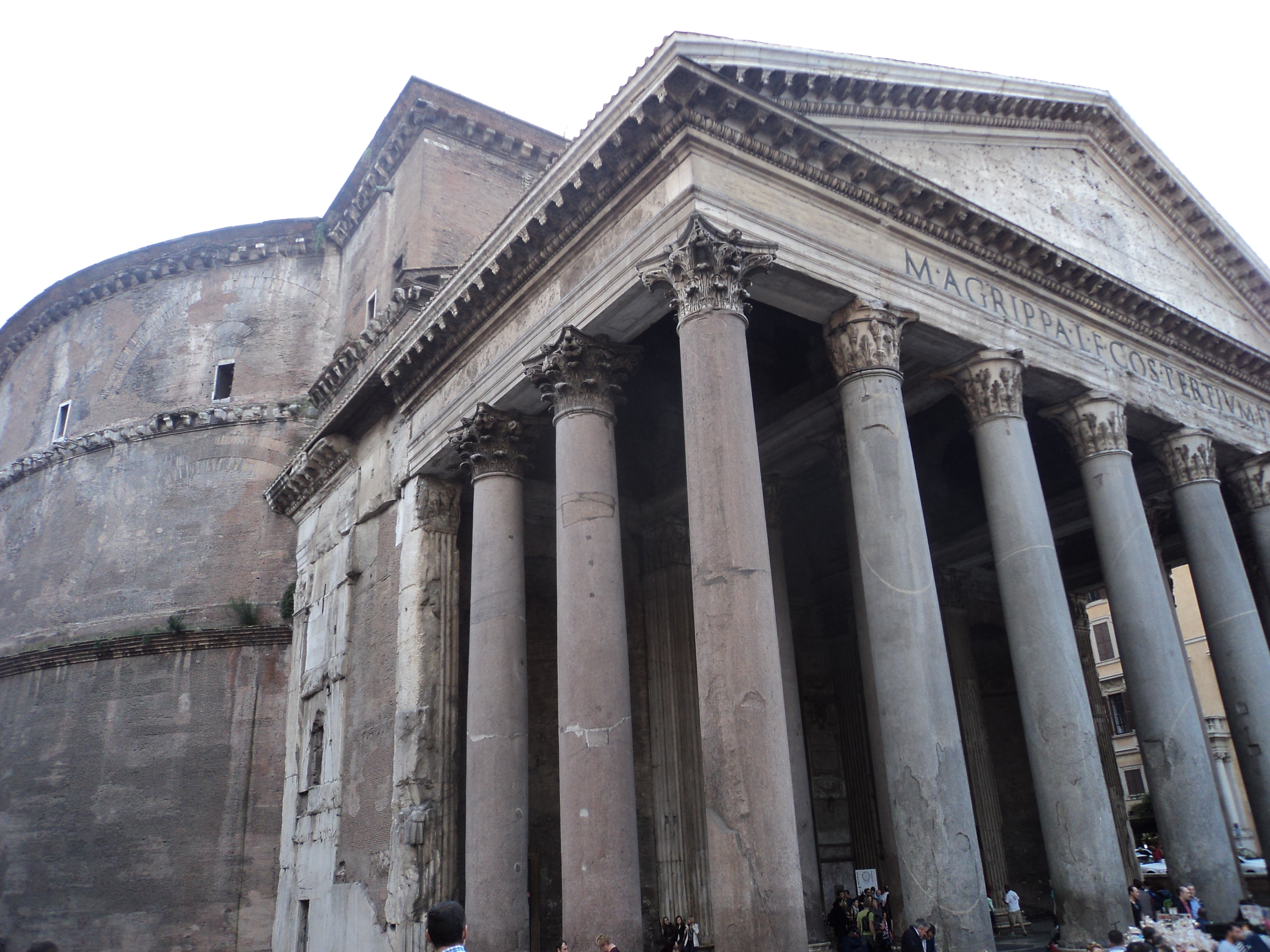
As duas colunas em granito rosa no canto direito (esquerdo na imagem) do pórtico do Panteão eram das Termas de Nero originalmente e foram colocadas ali numa restauração em 1606.

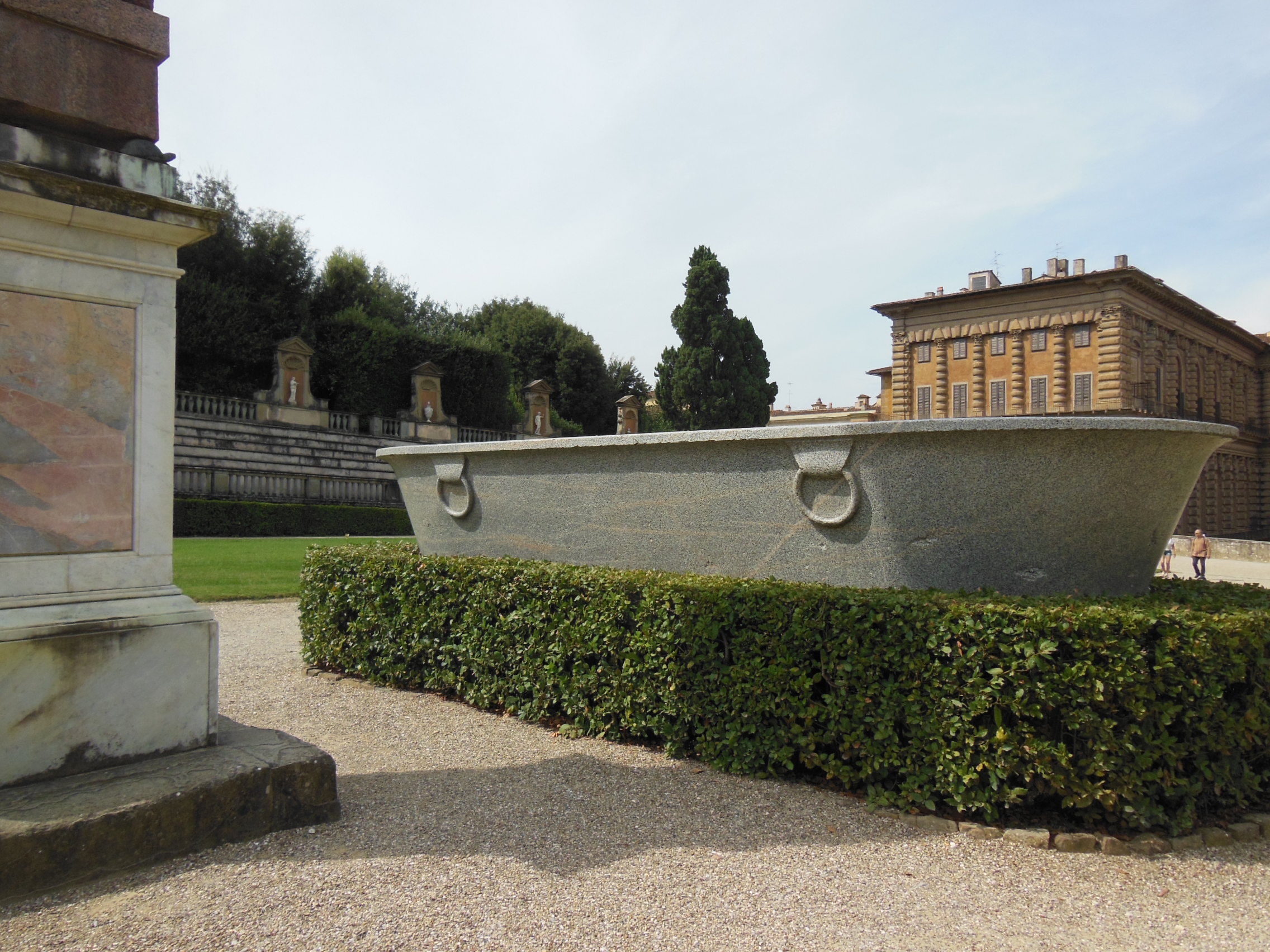
A grande banheira em granito preto e vermelho que provavelmente ficava no caldário das termas e que hoje decora o anfiteatro do Jardim de Boboli, em Florença.

Termas de Nero, chamadas também de Termas Alexandrinas (em latim: Thermae Alexandrinae), foram termas romanas construídas na década de 60 d.C., na época do imperador romano Nero, e reconstruídas por Alexandre Severo em 227 ou 229. Sua estrutura seria depois repetida nas termas construídas pelo imperador Trajano e, principalmente, nas famosas Termas de Diocleciano.

## Estrutura
As termas cobriam uma área de 190 por 120 metros e seu traçado pode ser inferido pela Piazza della Rotonda, a via del Pozzo delle Cornacchie e a via della Dogana Vecchia, que ficam no local onde estavam as termas. Originalmente, as termas eram abastecidas pela Água Virgem, que já chegava até as vizinhas Termas de Agripa. Depois da reforma no século III, ele passou a ser abastecido pela Água Alexandrina. Segundo Sidônio Apolinário, as Termas de Nero ainda estavam em uso no século V.
Como no caso das Termas de Agripa, a planta do complexo, de forma quadrada, é conhecida a partir de desenhos renascentistas (especialmente de Palladio e Antonio da Sangallo, o Jovem) e é provável, ainda que incerto, que este formato tenha sido mantido desde o tempo de Nero. No centro ficava o natatio ("piscina"), o caldário e o tepidário, flanqueados por ambientes laterais, entre eles dois peristilos que talvez funcionassem como palestras.

## Ruínas e reutilização de materiais
Além dos mármores preciosos reutilizados ao longo dos séculos na construção de palácios e igrejas (incluindo a Basílica de São Pedro), é das Termas de Nero que vieram as duas colunas de granito rosa reutilizadas em 1666 para restaurar o pronau do Panteão e um monumental capitel conservado atualmente nos Museus Vaticanos (na Cortile della Pigna) atualmente utilizada como base da famosa escultura da "Pinha" (Pignone). Uma cornija e duas colunas foram restauradas perto do local onde ficavam as termas, na Piazza Sant'Eustachio, e outra colunas foi colocada em 1896 perto da Porta Pia. Uma bacia lavatória monumental, que já esteve nas coleções da Villa Medici, está hoje no anfiteatro do Jardim de Boboli, em Florença.
Atualmente, há poucos restos do edifício propriamente dito abaixo do Palazzo Madama. Durante obras de restauração da central termo-hidráulica do Senado da República no final da década de 1980, uma grande bacia de granito bicolor (vermelho e preto, do tipo importado do Egito na época imperial), provavelmente utilizada no caldário das termas. Quebrada em três, ela foi restaurada e presenteada pelo presidente do Senado, Giovanni Spadolini, aos cidadãos de Roma numa cerimônia pública e colocada, como uma fonte, sobre um pedestal renascentista na alargada e rebatizada Piazza della Costituente, que liga a via degli Staderari com a via della Dogana vecchia e a Piazza Sant'Eustachio.

## Localização
| Planimetria do Campo de Marte central |
| --- |
| Termas de Nero Estádio de Domiciano Panteão Basílica de Netuno Termas de Agripa Estagno ? Odeão de Domiciano Ínsulas da época de Adriano Galpões militares? Galpões militares? Galpões militares? Septa Júlia Diribitório Pórtico dos Deuses Água Virgem Arco de Cláudio Pórtico de Vipsânia Quartel da I coorte dos vigiles Iseu Templo de Minerva Calcídica Altar de Marte Via Flamínia Via Flamínia Templo de Adriano Templo de Matídia Teatro de Pompeu Templos do Largo Argentina Pórtico de Minúcio Coluna de Marco Aurélio T. de M. Aurélio e Faustina (?) Arco de M. Aurélio (?) Coluna de Antonino Pio Ustrino de Faustina Maior Ustrino de Faustina Menor Via Reta Pórtico e Templo de Bom Evento Pórtico de Pompeu Arco Novo Pórtico de Meleagro Pórtico dos Argonautas Piazza della Rotonda Vila Pública |